# The Isle (film)
The Isle è un film horror britannico del 2019, diretto e co-sceneggiato da Matthew Butler-Hart e prodotto, co-sceneggiato e interpretato da Tori Butler-Hart.

## Trama
Tre marinai sono gli unici sopravvissuti al naufragio di una nave e approdano su un'isola apparentemente normale ma abitata soltanto da quattro persone: due uomini di mezz'età e le rispettive figlie. Uno dei due uomini li trova sulla spiaggia e convince l'altro ad ospitarli in casa propria: i due padroni di casa (l'uomo e sua figlia) sono abbastanza accoglienti ma molto reticenti nel rivelare cos'è successo agli altri abitanti dell'isola e nel lasciarli uscire di casa. I tre riescono a farsi rivelare di un naufragio avvenuto anni prima, che coinvolse tutti i giovani del paese intenti a procacciare pesce in mare. Due marinai escono per esplorare l'isola, appurando che davvero la landa è completamente desolata. I due si separano e, in tale frangente, uno di loro è aggredito da una forza sconosciuta che lo uccide. Gli altri continuano a cercarlo per alcuni giorni e infine, dopo averlo trovato, gettano il suo corpo in mare come si è soliti fare per tutti i marinai.
Man mano che passano le giornate, i due marinai superstiti iniziano a notare sempre più stranezze e a notare perfino qualcosa di sovrannaturale nella figlia del padrone di casa. Quest'ultima si innamora di uno dei marinai e vorrebbe partire via con lui, tuttavia non può farlo a causa di qualcosa non dipeso dalla propria volontà. Quando le due donne dell'isola ritrovano insieme, una forza sovrannaturale si impadronisce di loro e provoca la morte di un altro marinaio. A questo punto, il superstite scopre la verità: le morti misteriose dell'isola sono iniziate in seguito all'omicidio e stupro di una ragazza del posto, il cui fantasma ha iniziato a comportarsi come una sirena e ad uccidere sia gli abitanti dell'isola che tutti coloro che vi si avvicinassero, scatenando fra le altre cose il naufragio che ha ucciso tutti gli altri marinai. Per tale ragione, i due uomini superstiti tengono sempre separate le rispettive figlie: quando sono insieme il fantasma riesce a possederle in maniera estremamente efficace.
Il marinaio superstite cerca di fuggire via dall'isola in barca. A questo punto, una delle due ragazze dell'isola (già posseduta dal fantasma) riesce a raggiungere l'altra ed a vincere la sua resistenza. Le due donne possedute iniziano ad eseguire una sorta di canto da sirena su una rupe dell'isola, riuscendo a vincere la resistenza del marinaio e scatenando il capovolgimento della barca. A questo punto il fantasma, convinto di aver esaurito il proprio compito, lascia i corpi delle sue ragazze. A questo punto, le due realizzano che il suicidio è l'unico modo per spezzare la maledizione ed evitare ulteriori morti. Gettatasi dalla rupe, con questo gesto le due riescono effettivamente a sconfiggere il fantasma, che non potendosi più nutrire dell'energia di altre donne scompare nel nulla. Il marinaio, ancora vivo, riesce a capovolgere nuovamente la barca ed a mettersi in salvo, pronto a raggiungere finalmente la terraferma.

## Distribuzione
Distribuito in maniera limitata a livello cinematografico, il film è stato reso disponibile anche on demand in vari mercati.

## Accoglienza
Secondo l'aggregatore di recensioni Rotten Tomatoes, il film ha ottenuto il 67% delle critiche positive e un voto di 6,2 su 10 su un totale di 9 recensioni.